# Nagyharsány
Nagyharsány is een plaats (község) en gemeente in het Hongaarse comitaat Baranya. Nagyharsány telt 1628 inwoners (2007).
Bij de heuvel Szársomlyó is een beeldenpark.

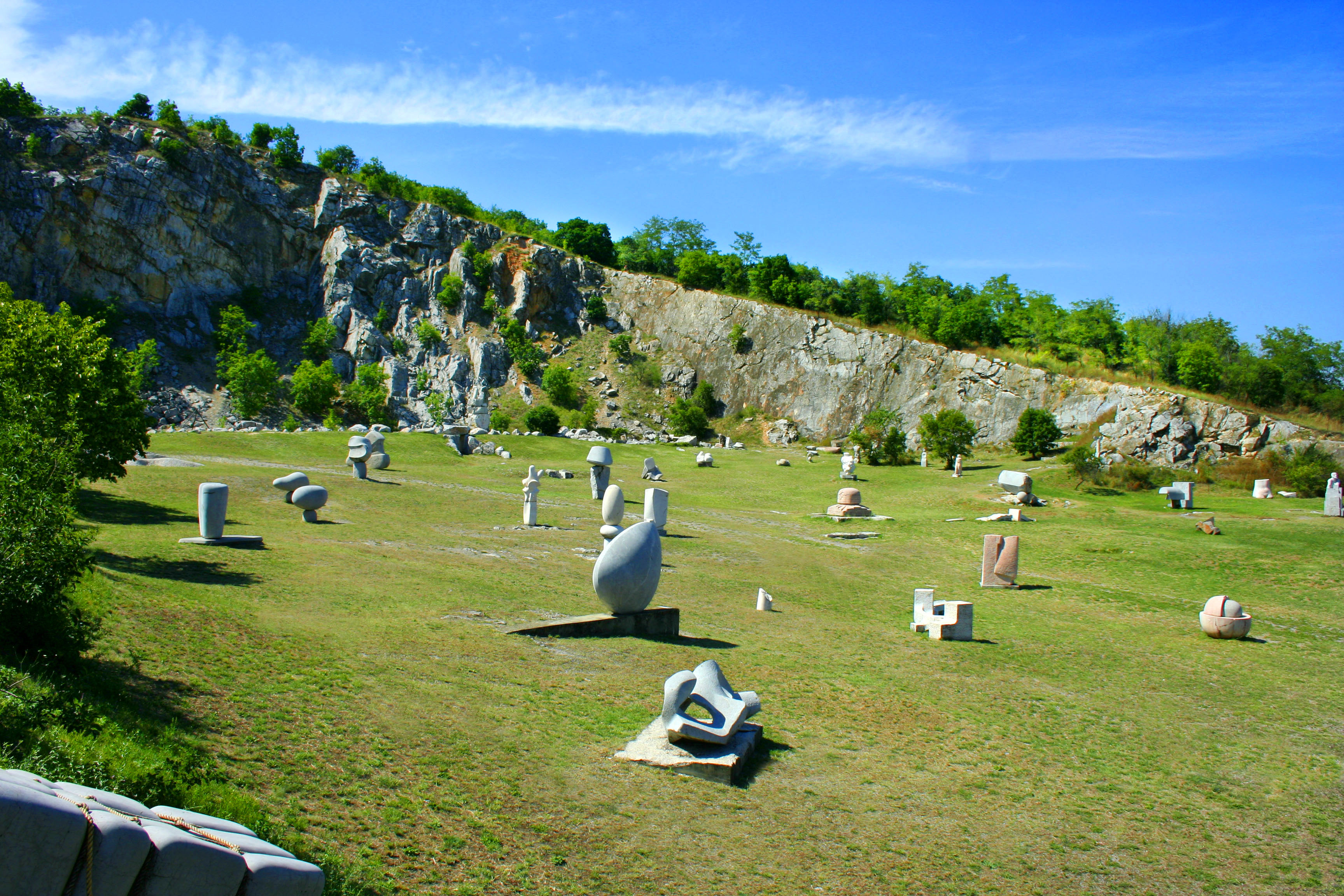
Beeldenpark aan de voet van de Szársomlyó bij Nagyharsány.